# Parafia Najświętszej Maryi Panny Anielskiej w Porębie
Parafia Najświętszej Maryi Panny Anielskiej – rzymskokatolicka parafia znajdująca się w Porębie. Należy do dekanatu Zawiercie – Świętych Piotra i Pawła w archidiecezji częstochowskiej. Została utworzona 28 stycznia 1985 roku przez biskupa Stanisława Nowaka przez wydzielenie z parafii św. Józefa w Porębie. Kościół parafialny został wybudowany w latach 1986–1995.